# The Haunting of Molly Hartley
The Haunting of Molly Hartley és una pel·lícula de terror estatunidenca de Mickey Lidell estrenada el 2008.

## Argument
Molly (Haley Bennett), una jove adolescent de 17 anys, ha de fer de cara als problemes psicòtics de la seva mare. El dia en què la seva vida està en perill, decideix traslladar-se per recomençar una nova vida: nou institut, nous amics Leah (Shannon Marie Woodward) Alexis (Shanna Collins) i nous amors: Joseph Young (Chace Crawford). Però tot es torça el dia en què sobtadament té visions i veus que li revelen un fosc aspecte del seu passat.

## Repartiment
- Haley Bennett: Molly Hartley
- Chace Crawford: Joseph Young
- Shanna Collins: Alexis White
- Marie Hinkle: Jane Hartley
- Nina Siemaszko: Dr. Emerson
- Jake Weber: Robert Hartley
- Shannon Marie Woodward: Leah
- AnnaLynne McCord: Suzie
- Jessica Lowndes: Laurel